# Baliakinita
La baliakinita, també coneguda com balyakinita, és un mineral de la classe dels òxids. Rep el nom en honor de Tatiana Stepanovna Baliakina (1906-1986), instructora de geologia de la Universitat de Moscou, Rússia.

## Característiques
La baliakinita és un òxid de fórmula química Cu(TeO₃). Cristal·litza en el sistema ortoròmbic. La seva duresa a l'escala de Mohs és 3,5.
Segons la classificació de Nickel-Strunz, la baliakinita pertany a «04.JK - Tel·lurits sense anions addicionals, sense H₂O» juntament amb els següents minerals: winstanleyita, walfordita, spiroffita, zincospiroffita, rajita, carlfriesita, denningita, chekhovichita, smirnita, choloalita, fairbankita, plumbotel·lurita, magnolita, moctezumita, schmitterita i cliffordita.

## Formació i jaciments
Aquesta espècie va ser descrita gràcies a exemplars trobats a dos indrets diferents dins de la Federació Russa: un es tracta del dipòsit d'or de Pionerskoye, a les muntanyes Saian, a la República de Tuvà; l'altre és el dipòsit d'or d'Aginskoe, a l'óblast de Kamtxatka. Posteriorment també ha estat descrita al poble de Salmchâteau, al municipi belga de Vielsalm, a la província de Luxemburg. Són els tres únics indrets a tot el planeta on ha estat descrita aquesta espècie mineral.